# Позитивна дискриминация
Обратна дискриминация (също позитивна дискриминация) е форма на дискриминация срещу членове на превъзхождаща или преобладаваща обществена група, в полза на членове от малцинствена или исторически непривилегирована група. Групите могат да се определят въз основа на раса, пол, етнос или други признаци. Тази дискриминация може да цели да компенсира някакво социално неравенство, пред което групите на малцинствата вече са изправени.

## САЩ
Терминът е употребен за първи път в САЩ, за да опише политиката на компенсация на груповите вреди в академичен план. В самото начало тази политика е резултат на движението за граждански права, водено от чернокожите американци и други малцинства, към които се прилага позитивна дискриминация в преходни моменти от живота - при смяна на работодатели и жилище и при постъпване в учебно заведение. Положил основите на позитивната дискриминация (в САЩ известна като affirmative action, потвърдително действие) е президентът Кенеди през 1961 година. Продължава я Джонсън с наредба № 11246, според която работодатели, които получават федерални средства, трябва да предприемат мерки за увеличаване на броя на служители от малцинствени групи и жените. Най-видна е употребата на позитивна дискриминация във висшето образование. След Закона за гражданските права от 1964 година университетите започват да въвеждат официални и неофициални квоти за прием на малцинствени кандидати с цел да увеличат броя на студенти от групи, с традиционно ограничен достъп до висше образование.
Квотите са официално забранени с решение на Върховния съд на САЩ по делото "Бейк срещу академичния съвет на Университета на Калифорния в Дейвис" от 1978 година. Същото решение потвърждава, че преференциите към малцинствени групи в приема на студенти не нарушават конституцията.
Доколко положителната дискриминаци е успешна и разумна все още се обсъжда. В Европа дискриминацията от всякакъв вид е органичена. Опонентите на позитивната дискриминация са загрижени за начина, по който тя може да се насочи срещу членовете на мнозинството.